# 소물
소물은 대한민국 충청남도 공주시 우성면에 있다. 1997년 6월 5일 공주시의 향토문화유적 제23호로 지정되었다.

## 개요
조선 중기 때 인조가 이괄의 난을 피하여 공주로 피난을 갔을 때, 소가 기갈이 심하자 물을 먹이고 간 후로 유명해졌으며, 면 이름도 우정면이라 하여 70개 리를 관할하다가, 1914년에 우성면이 되었다.
『공산지(公山誌)』제2권 36장에 “仁祖大王……馬極駕牛間關過木洞村直一路邊之井駐？飮牛 命名曰牛井牛井之(인조대왕이……말이 지치고 수레를 끄는 소가 지쳤는데, 목동촌(木洞村)을 지나 길가에 있는 우물을 만났다. 임금이 소에게 물을 먹이고 이름을 명하여 우정(牛井)이라 하였다)”라고 기록되어 있다.